# Zimný štadión Dolný Kubín
Zimný štadión Dolný Kubín – kryte lodowisko w Dolným Kubínie, na Słowacji. Zostało otwarte w 1993 roku, od 1996 roku jest zadaszone. Pojemność areny wynosi 500 widzów, z czego 300 miejsc jest siedzących. Na lodowisku swoje spotkania rozgrywają hokeiści klubu MHK Dolný Kubín. Obiekt położony jest w części miasta Veľký Bysterec, nad brzegiem rzeki Orawy, tuż obok stadionu piłkarskiego.